# Алкален метал
Алкални метали са химичните елементи от главната подгрупа на Група 1 на периодичната система: литий (Li), натрий (Na), калий (K), рубидий (Rb), цезий (Cs), франций (Fr). Хипотетичният 119-и елемент унунений (все още неоткрит) най-вероятно ще бъде класифициран също като алкален метал поради строежа на външната си електронна обвивка. При разтваряне на алкалните метали във вода се образуват разтворими хидроксиди, алкали.
Алкалните метали и водородът образуват Група 1 на периодичната система.